# Morfeus

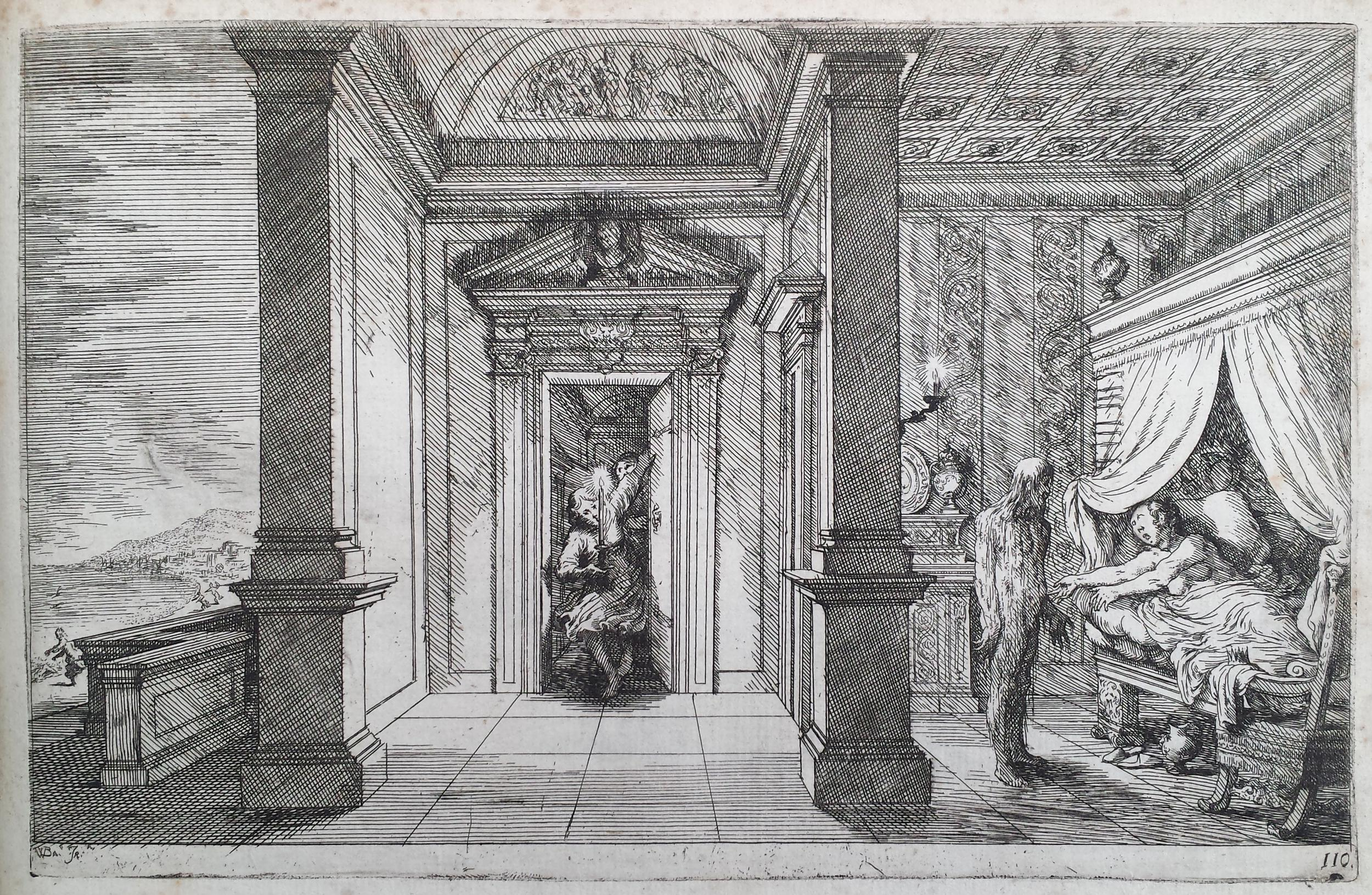
Morfeus se objevuje před Alkyónem - ilustrace z Ovidiových Proměn

Morfeus (latinsky Morpheus) je v řecké mytologii synem boha spánku Hypna a jeho manželky Pásithey, nejmladší z Charitek. Je to bůh snů.
Morfeus se zjevuje lidem ve spánku poté, co je uspí a odejde jeho otec. Umí na sebe vzít podobu jakéhokoliv člověka, svou vlastní podobu má jenom ve chvílích odpočinku. Řekové si ho představovali jako mladého štíhlého hocha, obvykle s malými křidélky na spáncích.
Jsou celkem tři bratři:
- Morfeus - dokáže na sebe vzít podobu i hlas kteréhokoliv člověka
- Fobétór či Ikelos („Zastrašovatel“) - objevuje se ve zvířecí podobě
- Fantasos - dokáže se proměnit ve fantastické neživé věci.

## Odraz v umění

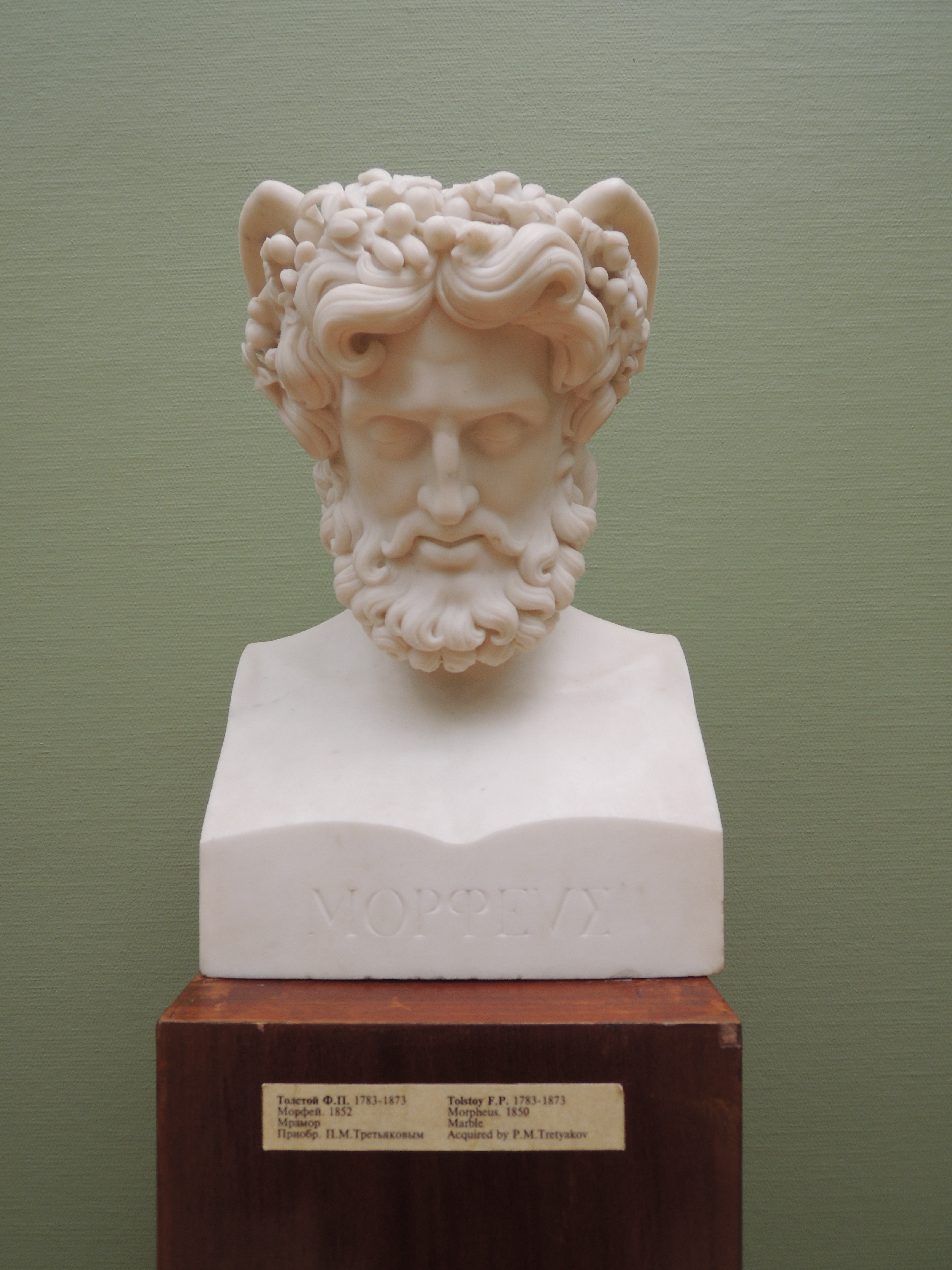
Morfeus od F. P. Tostoje (1852, Treťjakovská galerie)

Morfeus býval zobrazován na vázových malbách a reliéfech. Jedna z nejlepších jeho soch pochází až z novověku, vytvořil ji r. 1852 F. P. Tolstoj (dnes je k vidění v Treťjakovské galerii v Moskvě) a byl inspirací pro vytvoření postavy ve filmu Matrix, Morphea. Také je po něm pojmenované morfium neboli morfin.
V roce 1917 napsala anglická skladatelka Rebecca Clarke skladbu pro violu a klavír s názvem "Morpheus".